# 太陽と砂漠のバラ/スベキコト
「太陽と砂漠のバラ/スベキコト」（たいようとさばくのバラ/スベキコト）は、TOKIOの40作目のシングル。2009年8月19日にJ Stormから発売。

## 概要
前作『雨傘/あきれるくらい 僕らは願おう』から約11ヶ月ぶりのシングル。表題曲の一つ「太陽と砂漠のバラ」は、長瀬智也が主演していた日本テレビ系土曜ドラマ『華麗なるスパイ』の主題歌。もう一つの表題曲「スベキコト」は、フジテレビ系『5LDK』のエンディングテーマとなっていた。
初回限定盤1、初回限定盤2、通常盤の3形態で発売されており、初回限定盤1と初回限定盤2にはDVDが付属している。初回限定盤1のDVDには「太陽と砂漠のバラ」のミュージックビデオとメイキングが、初回限定盤2のDVDには「スベキコト」のミュージックビデオと「TOKIO STATION II 〜ハナスベキコト 編〜」がそれぞれ収録されている。また、通常盤のみカップリング曲とBacking Trackが収録されている。

## 収録曲

### CD
※は通常盤のみ収録。
1. 太陽と砂漠のバラ
作詞・作曲・編曲：清水昭男
  - 日本テレビ系土曜ドラマ『華麗なるスパイ』主題歌
2. スベキコト
作詞：城島茂、作曲：国分太一、編曲：野間康介
  - フジテレビ系『5LDK』エンディングテーマ
3. 誓い ※
作詞・作曲：城島茂、編曲：KAM
4. Cross Fade ※
作詞・作曲・編曲：HIKARI
5. 太陽と砂漠のバラ（Backing Track）※
6. スベキコト（Backing Track）※

### DVD

#### 初回限定盤1
1. 太陽と砂漠のバラ（Video Clip）
2. 太陽と砂漠のバラ（Making）

#### 初回限定盤2
1. スベキコト（Video Clip）
2. TOKIO STATION II 〜ハナスベキコト 編〜

## 収録アルバム
| 楽曲                 | アルバム  | 発売日        | 規格品番                        | 備考           |
| -------------------- | --------- | ------------- | ------------------------------- | -------------- |
| 「太陽と砂漠のバラ」 | 『17』    | 2012年8月22日 | JACA-5328/9（初回限定盤）       | 12thアルバム   |
| 「太陽と砂漠のバラ」 | 『17』    | 2012年8月22日 | JACA-5330/1（通常盤初回プレス） | 12thアルバム   |
| 「太陽と砂漠のバラ」 | 『17』    | 2012年8月22日 | JACA-5332（通常盤）             | 12thアルバム   |
| 「太陽と砂漠のバラ」 | 『HEART』 | 2014年7月16日 | JACA-5420/2（初回限定盤1）      | ベストアルバム |
| 「太陽と砂漠のバラ」 | 『HEART』 | 2014年7月16日 | JACA-5423/5（初回限定盤2）      | ベストアルバム |
| 「太陽と砂漠のバラ」 | 『HEART』 | 2014年7月16日 | JACA-5426/7（通常盤）           | ベストアルバム |
| 「スベキコト」       | 『17』    | 2012年8月22日 | JACA-5328/9（初回限定盤）       | 12thアルバム   |
| 「スベキコト」       | 『HEART』 | 2014年7月16日 | JACA-5420/2（初回限定盤1）      | ベストアルバム |
| 「スベキコト」       | 『HEART』 | 2014年7月16日 | JACA-5423/5（初回限定盤2）      | ベストアルバム |
| 「スベキコト」       | 『HEART』 | 2014年7月16日 | JACA-5426/7（通常盤）           | ベストアルバム |

## 映像作品
太陽と砂漠のバラ
- OVER/PLUS

スベキコト
- OVER/PLUS
- TOKIO 20th Anniversary Live Tour HEART

Cross Fade
- OVER/PLUS